# Аэций — последний римлянин
«Аэций — последний римлянин» (пол. Aecjusz Ostatni Rzymianin) — исторический роман польского писателя Теодора Парницкого, впервые опубликованный в 1937 году. Действие романа происходит в V веке, его главный герой — выдающийся римский военачальник Флавий Аэций. Благодаря этой книге Парницкий (на тот момент 29-летний) стал популярным в Польше. Он получил стипендию, которую потратил на путешествие по Болгарии, Турции и Греции, где посвятил себя изучению византийского наследия. Позже Парницкий написал продолжение романа — «Смерть Аэция».

## Сюжет
Действие романа происходит в V веке. Его герой — Флавий Аэций, сын римского военачальника варварского происхождения Гауденция, родившийся на Балканах. Он проводит юность у гуннов в качестве заложника, затем становится приближённым императора Иоанна. Аэций приводит на помощь Иоанну огромную гуннскую армию, но опаздывает: император погибает в междоусобной войне. Захватившая власть Галла Плацидия назначает Аэция командующим армией в Галлии, где тот начинает борьбу с вторжениями варваров.